# Вільйорес
Вільйорес (валенс. Villores, ісп. Villores) — муніципалітет в Іспанії, у складі автономної спільноти Валенсія, у провінції Кастельйон. Населення — 51 особа (2010).

## Географія
Муніципалітет розташований на відстані близько 300 км на схід від Мадрида, 80 км на північ від міста Кастельйон-де-ла-Плана.

## Демографія
Динаміка населення (INE ):

## Галерея зображень

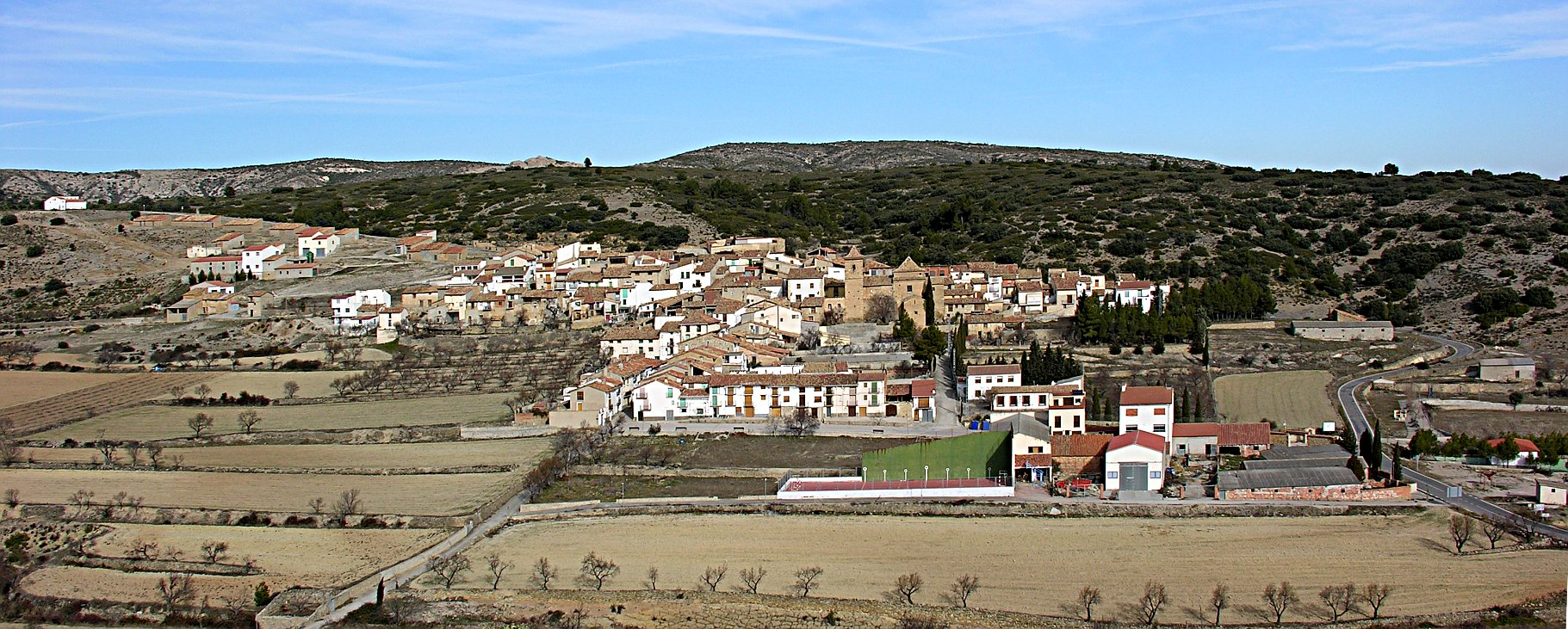
Вільйорес